# فريمان كلارك
فريمان كلارك (بالإنجليزية: Freeman Clarke)‏ هو سياسي أمريكي، ولد في 22 مارس 1809 في تروي في الولايات المتحدة، وتوفي في 24 يونيو 1887 في روتشستر في الولايات المتحدة. حزبياً، نشط في الحزب الجمهوري. وقد انتخب عضو مجلس النواب الأمريكي.